# Étienne Marcel (ópera)
Étienne Marcel es una ópera en cuatro actos y 6 cuadros con música de Camille Saint-Saëns y libreto en francés de Louis Gallet. Compuesta en los años 1877-1878, se estrenó el 8 de febrero de 1879 en el Grand-Théâtre de Lyon. La ópera se ambienta en el año 1358 en París.

## Discografía
Hay una grabación realizada en vivo y dirigida por Herbert Soudant, con el coro de la ópera de Montpelier, coro de la ópera de Estrasburgo y Orquesta Filarmónica de Montpelier Languedoc-Roussillon. Son sus intérpretes Michèle Lagrange (Béatrix), Alain Fondary (Étienne Marcel), Franck Ferrari (Eustache), Philippe Fourcade (Jean Maillard), Alexandra Papadjakou (Le Dauphin Charles y Marguerite) y Daniel Gálvez-Vallejo (Robert de Loris). House of Opera CD 598 (2 CD), 1994.  